# Milan Doleček
Milan Doleček (ur. 18 marca 1982 w Mielniku) – czeski wioślarz, reprezentant Czech w wioślarskiej czwórce podwójnej podczas Letnich Igrzysk Olimpijskich w Pekinie.

## Osiągnięcia
- Mistrzostwa Świata – Lucerna 2001 – czwórka podwójna – 11. miejsce[2].
- Mistrzostwa Świata – Sewilla 2002 – dwójka podwójna – 5. miejsce[2].
- Mistrzostwa Świata – Mediolan 2003 – dwójka podwójna – 3. miejsce[2].
- Igrzyska Olimpijskie – Ateny 2004 – dwójka podwójna – 5. miejsce[2].
- Mistrzostwa Świata – Gifu 2005 – czwórka podwójna – 4. miejsce[2].
- Mistrzostwa Świata – Eton 2006 – czwórka podwójna – 5. miejsce[2].
- Mistrzostwa Świata – Monachium 2007 – czwórka podwójna – 5. miejsce[2].
- Mistrzostwa Europy – Poznań 2007 – ósemka – 1. miejsce[2].
- Igrzyska Olimpijskie – Pekin 2008 – czwórka podwójna – 10. miejsce[1].
- Mistrzostwa Świata – Poznań 2009 – czwórka bez sternika – 4. miejsce[2].
- Mistrzostwa Europy – Montemor-o-Velho 2010 – czwórka bez sternika – 3. miejsce[2].